# Erioptera (Erioptera) megalops
Erioptera (Erioptera) megalops is een tweevleugelige uit de familie steltmuggen (Limoniidae). De soort komt voor in het Afrotropisch gebied.